# 聖護院かぶ
聖護院かぶ（しょうごいんかぶ）は、カブの一品種。京野菜の一種で、京の伝統野菜およびブランド京野菜に指定されている。

## 特徴
成長すると2 - 5kgにもなる、日本最大級のカブである。千枚漬けの材料とされることが最も多い。また、煮物や汁物、酢の物などにも用いられる。害虫および連作に弱く、かつては夏野菜の後の畑で栽培する輪作が主だった。旬は11月上旬から3月上旬とされる。

## 歴史と産地
慶長年間に栽培が始まった近江かぶが原種とされる。享保年間に、現在の京都市左京区聖護院に住む農家が近江国堅田から近江かぶの種子を持ち帰り、改良を加えて聖護院かぶが誕生したとされる。
聖護院を中心に栽培されていたが、昼夜の気温差が大きく霧が発生する亀岡盆地の気候が栽培に適している事から、現代では亀岡市篠地区が府内における生産の中心地となっている。また、滋賀県大津市でも盛んに栽培されている。亀岡市の聖護院かぶは2007年にブランド京野菜の指定を受け、同市における同年の栽培面積は18ha、出荷量および金額はそれぞれ1,100トン、1億円となっている。

## 料理
京都の漬物・千枚漬けの材料としてよく知られる。京料理のかぶら蒸しは、すりおろした聖護院かぶを泡だて卵白とあわせ、ぐじやウナギなどとともに蒸して葛あんをかけた、秋冬の温かい料理である。ほか、なます、炊合せなど和食、スープ、サラダなど洋食まで幅広く使われる。